# 阿部ひろ
阿部 ひろ（あべ ひろ、3月12日生）は、日本のラジオパーソナリティ、ジャーナリスト。愛媛県出身。有限会社バスプ所属。 

## 来歴・人物
愛媛県出身。地元エフエム愛媛でアナウンサーとして活躍した後、DJ職を離れアメリカに留学しジャーナリズム学を学ぶ。その後新聞・雑誌記者として活動、政治・経済・スポーツまで幅広く取材をこなす。
帰国後はジャーナリストとして活躍する傍ら、再びラジオ番組のDJに。料理、ガーデニングなど家庭的な話題から、海外取材で培ったメジャーリーグの知識や国際情勢ネタまで幅広くアンテナを広げている。
2008年4月からFM-FUJIで『COUNTDOWN CONNECTIONS』(2010年3月終了)、2009年4月から『PUMP UP RADIO』火曜日パーソナリティを担当していたが、2010年9月21日の放送中に夫が住んでいる大阪へ転居し主婦業を優先することを発表して、9月28日の放送をもってPUMP UP RADIOおよびFM-FUJIを卒業することとなった。
料理、ガーデニング、編み物など、家庭的な趣味が多い。また、英語はTOEIC945点を獲得するほどの腕前で、スペイン語も得意である。

## 取材活動
- スポーツニッポン（大リーグ担当通信員）（2004年～2007年）
- Sports Graphic Number
- 月刊スラッガー

ほか

## 出演番組

### 現在
- ロックの学園 アーティスト登校編（JFN系、土曜 27：30～28：00）

### 過去
FM愛媛時代
- 音楽のランチボックス 1999～2001
- FMベストヒット愛媛 1998～2001

フリー
- Wonderful Go! Go!（JFN）
- 桑田真澄チャレンジ2008（J-WAVE）
- COUNTDOWN CONNECTIONS（FM-FUJI／2008年4月 - 2010年3月）
- GOOD DAY SUMMER SPECIAL〜～RESORT NAVIGATION 甲府方面レポーター(FM-FUJI／2010年7月28日)
- PUMP UP RADIO火曜（FM-FUJI／2009年4月 - 2010年9月）